# Giorgio Todde
Giorgio Todde   (Càller, 17 de setembre de 1951 - Càller, 29 de juliol de 2020) fou un escriptor italià.

## Biografia
Metge oculista, vivia i treballava a Càller. Els seus llibres han estat traduïts a l'holandès, el francès, el castellà, l'alemany, el portuguès i el rus. Les seves editorials eren, a Itàlia, Il Maestrale de Nuoro i Frassinelli de Milà i a Espanya, Siruela, traduïts per Carlos Gumpert dins la col·lecció Nuevos Tiempos.
L'any 2001, amb la seva primera novel·la Lo stato delle anime(El estado de las almas) s'inicia la sèrie protagonitzada pel personatge, que va existir realment, del detectiu i enterramorts Efisio Marini. Al mateix personatge estan dedicats Paura e carne, L'occhiata letale, E quale amor non cambia i L'estremo delle cose.
Juntament amb Giulio Angioni, Michela Murgia, Marcello Fois i altres escriptors sards, fou un dels fundadors del Festival de Gavoi i se'l considera un dels millors exponents de l'anomenada Nouvelle vague literària sarda o Nova literatura sarda. Escrivia a la premsa, a La Nuova Sardegna. i Il fatto quotidiano

## Obra traduïda al castellà
- Lo stato delle anime Il Maestrale, 2001 / El estado de las almas. Siruela, 2004 - ISBN 8478448039
- Paura e carne Il Maestrale/Frassinelli, 2003 / Miedo y carne. Siruela, 2005 - ISBN 8478448837
- L'occhiata letale Il Maestrale/Frassinelli, 2004 / La mirada letal. Siruela, 2006 - ISBN 847844954X
- E quale amor non cambia Il Maestrale/Frassinelli, 2005 / Y qué amor no cambia, Siruela, 2007 - ISBN 9788498410600
- L'estremo delle cose Il Maestrale/Frassinelli, 2007 / El extremo de las cosas, Siruela, 2010 - ISBN 9788498413526